# Atkins (Arkansas)
Atkins es una ciudad ubicada en el condado de Pope en el estado estadounidense de Arkansas. En el Censo de 2010 tenía una población de 3016 habitantes y una densidad poblacional de 189,01 personas por km².

## Geografía
Atkins se encuentra ubicada en las coordenadas 35°14′27″N 92°56′59″O / 35.24083, -92.94972. Según la Oficina del Censo de los Estados Unidos, Atkins tiene una superficie total de 15.96 km², de la cual 15.95 km² corresponden a tierra firme y (0.06%) 0.01 km² es agua.

## Demografía
Según el censo de 2010, había 3016 personas residiendo en Atkins. La densidad de población era de 189,01 hab./km². De los 3016 habitantes, Atkins estaba compuesto por el 95.59% blancos, el 0.9% eran afroamericanos, el 0.8% eran amerindios, el 0.13% eran asiáticos, el 0.2% eran isleños del Pacífico, el 1.16% eran de otras razas y el 1.23% pertenecían a dos o más razas. Del total de la población el 2.29% eran hispanos o latinos de cualquier raza.

## Residentes y nativos notables
- Ellis Kinder, antiguo jugador de las Grandes Ligas de Béisbol
- Wilson Matthews, antiguo entrenador de fútbol americano